# Solothurner Dialekt
Unter dem Begriff Solothurner Dialekt oder Solothurnisch werden die verschiedenen im Kanton Solothurn gesprochenen schweizerdeutschen Mundarten zusammengefasst.

## Umschreibung
Den Solothurner Dialekt gibt es in einem Kanton mit starker regionaler Ausprägung nicht. Es werden im grossen Ganzen gesehen drei unterschiedliche Mundarten gesprochen, die sich recht stark an diejenigen der jeweils angrenzenden Kantone anlehnen, allerdings je auch eine gewisse Eigenart aufweisen. Die drei Sprachräume umfassen die Regionen der Hauptstadt Solothurn, Oltens sowie des Schwarzbubenlandes. Die Region Solothurn lehnt sich sprachlich stark ans Berndeutsch an, wogegen im Raum Olten (v. a. im unteren Niederamt) die Grenzen zum Südwestaargauer Dialekt und im Schwarzbubenland jenseits des Jura diejenigen zum Baselbieterdeutsch fliessend sind. Im Bucheggberg wird, dialektologisch gesehen, nicht Solothurnisch, sondern Berndeutsch gesprochen.

## Merkmale
Die Solothurner Mundarten gehören zum Nordwestschweizerdeutschen. Typische Merkmale hierfür sind die Dehnung in offener Silbe (etwa Naase ‚Nase‘, lääse ‚lesen‘, Greeber ‚Gräber‘, letzteres ohne Region Olten), die Lenisierung von /t/ zu /d/ im Anlaut (etwa Daag ‚Tag‘) und die Extremverdumpfung von mittelhochdeutsch langem /a:/ zu geschlossenem /o:/ (etwa Oobe ‚Abend‘; ohne Regionen Grenchen, Wasseramt und Olten).
Ein typisches, fast gesamtsolothurnisches Wort ist Weiefäcke für den Löwenzahn; ausserhalb des Kantons ist es nur in den angrenzenden Teilen des Basel- und des Bernbiets sowie im Südwestaargau bekannt (im nordjurassischen Schwarzbubenland dominiert hingegen der Sunnewirbel, im Bucheggberg die Häliblueme).

### Region Solothurn
Der Solothurner Dialekt in der Region Solothurn teilt die meisten Merkmale mit Berndeutsch. So wird etwa /⁠l⁠/ vor einem Konsonanten, bei doppeltem /⁠l⁠/ oder am Ende der Silbe als geschlossenes /u/ ausgesprochen, wie etwa in Müuch ‚Milch‘ (aber berndeutsch: Miuch), öuf ‚elf‘ (aber berndeutsch e-uf), Fauue ‚Falle‘ oder Esu ‚Esel‘. Das hochdeutsche /nd/ wird meist als [ŋ(ː)] (vor allem in den Bezirken Bucheggberg und Wasseramt) ausgesprochen, zum Beispiel angers ‚anders‘, Ching ‚Kind‘, Hang ‚Hand‘, jedoch Fründ ‚Freund‘.
Typische Unterschiede zum eng verwandten Berndeutsch sind die einleitend genannten Merkmale der Dehnung in offener Silbe (lääse ‚lesen‘), der Lenisierung von anlautendem /t/ zu /d/ (Daag ‚Tag‘) und der Verdumpfung von /a:/ zu /o:/ (Oobe ‚Abend‘). Darüber hinaus gibt es etliche berndeutsche Ausdrücke, die im Kanton Solothurn nicht üblich sind, etwa Müntschi ‚Küsschen‘, wofür der Solothurner traditionell Schmützli (modern Küssli) sagt, oder gredi ‚geradeaus‘, wofür solothurnisch graduus gilt. Ein typischer Solothurner Ausdruck ist etwa Düudäppeli ‚Trottel‘.

### Thal
Der Solothurner Dialekt im Bezirk Thal (auch bekannt als «Thaler Dialekt») weist verschiedene unverkennbare Merkmale auf, an denen Personen aus dieser Region sofort zu erkennen sind. Zu den Besonderheiten gehört insbesondere die spezifische Färbung der Aussprache der Diphthonge ‹au›, ‹öu› und ‹ue›. So sagt man im Thaler Dialekt gröu ‚grau‘, öuf ‚elf‘ oder Buech ‚Buch‘. Ebenfalls typisch ist der Ausfall des /r/ in bestimmten Stellungen; ein bekanntes Beispiel ist moonemoogg ‚morgen‘ (wörtlich «morgen den Morgen»).
Eine ausgezeichnete Quelle für die Erforschung des Thaler Dialekts ist die Autobiographie, die der Hausierer Peter Binz aus Welschenrohr im Bezirk Thal in den Jahren 1895/96 niederschrieb. Sie ist zu etwa einem Viertel in Dialekt geschrieben.

### Region Olten
Der Solothurner Dialekt in der Region Olten (auch bekannt als «Oltner Dialekt») unterscheidet sich vom Dialekt im oberen Kantonsteil hauptsächlich dadurch, dass viele /u/ annähernd zu /o/, /i/ annähernd zu /e/ und /ü/ annähernd zu /ö/ gesenkt werden, etwa und zu ond, immer zu emmer, nümme ‚nicht mehr‘ zu  nömme. Im Weiteren wird die Velarisierung von /nd/ zu /ng/ im unteren Kantonsteil nicht vollzogen; man sagt beispielsweise Wonder und nicht Wunger ‚Wunder‘. Viele Abweichungen beruhen auf der räumlichen Nähe zum Aargauer Dialekt, so sagt man etwa auch mer müend anstatt mir müesse ‚wir müssen‘ oder devo anstatt dervo ‚davon‘.

### Schwarzbubenland
In gesamtschweizerdeutscher Perspekte allein im «Schwarzenbubendeutsch» bekannt ist die Hebung von mittelhochdeutsch /o/ zu /u/, etwa Gutte ‚Gotte‘, gluffe ‚gelaufen‘ (vgl. das in den benachbarten Kantonen Solothurn, Basel-Landschaft oder Aargau sonst überwiegend gebräuchliche gloffe).
Aus Gründen der geographischen Lage gab es schon immer einen starken Einfluss von der Stadt Basel und dem Baselbiet, die leichter zu erreichen sind als die Hauptstadt Solothurn. Diesem Umstand verdanken sich die folgenden Spracheigenheiten des Solothurner Dialekts im Schwarzbubenland:
Typisch ist vor allem die Entrundung (Wandel von /ü/ zu /i/; /ö/ zu /e/; /üe/ zu /ie/ und /öi/ zu /ei/). Im Gegensatz zu den südlich des Passwangs gelegenen Gebieten des Kantons Solothurn wird also Briggli anstatt Brüggli ‚kleine Brücke‘, Fresch anstatt Frösch ‚Frosch‘, Gmies anstatt Gmües ‚Gemüse‘ oder nei anstatt nöi ‚neu‘ gesagt. Wie im nördlich anschliessenden Dialektraum sagt man auch Stägge mit /kː/ anstatt Stäcke mit /kχ/ ‚Stock‘ oder fufzg anstatt füfzg ‚fünfzig‘ (in Basel fufzig). Das /l/ im Inlaut zwischen zwei Vokalen wird in Schwarzbubenland als langes /l:/ gesprochen und nicht wie südlich des Juras zu /u̯/ vokalisiert, also Chäller anstatt Chäuer ‚Keller‘, alli anstatt aui ‚alle‘, Däller anstatt Däuer ‚Teller‘, ferner auch Vello anstatt Velo ‚Fahrrad‘.

## Verschmelzung der Dialekte
Eine Tendenz, die schweizweit zu beobachten ist, ist die zunehmende Vermischung und Verflachung der herkömmlichen Mundarten. Bedingt durch die zunehmende Mobilität und der alle Grenzen überschreitenden Kommunikation gleichen sich insbesondere die Dialekte kleinerer, vor allem auch ländlicher Orte den in grösseren Städten gesprochenen Sprachen an. So bilden etwa im Schwarzbubenland die Alteingesessenen in vielen Dörfern nicht mehr die Mehrheit, und der Ortsdialekt geht zunehmend verloren. Manche Dialektforscher gehen davon aus, dass im Einfluss expansiver Dialekte stehende fragile Mundarten wie diejenigen, die man im Kanton Solothurn spricht, zunehmend verschwinden. Bei dem sich bildenden Gemisch verschiedener Dialekte wird auch oft vom Bahnhofbuffet-Olten-Dialekt gesprochen.

## Dialektliteratur
- Josef Reinhart (1875–1957), Bernhard Wyss (1833–1890) und Franz Josef Schild (1821–1889) gelten als Klassiker der Solothurner Dialektliteratur.
- Ein grosser Teil der Kindheitserinnerungen von Peter Binz aus der Mitte des 19. Jahrhunderts ist in Solothurner Mundart geschrieben: Unstet. Lebenslauf des Ärbeeribuebs, Chirsi- und Geschirrhausierers Peter Binz, ediert 1995.
- Ernst Burren schreibt unter anderem Erzählungen, Gedichte und Theaterstücke in Solothurner Mundart.
- Teils in Schwarzbuben-Mundart hat Albin Fringeli publiziert, z. B. In dr grosse Stadt / Dr Bachmausi (1977).
- Ebenfalls in Solothurner Mundart schrieb Beat Jäggi, z. B. Niemer springt über sy Schatte (1979)
- Elisabeth Pfluger schrieb im Dialekt des Solothurner Gäus, etwa Solothurner Geschichten (1984) und Vill Haag und weeni Garte (1990).

Reinhart und Burren gewannen den Gesamtwerkspreis der Schweizerischen Schillerstiftung.
Themenheft:
- Schwyzerlüt. Schriftereihe für üsi schwyzerische Mundarte. 8. Jahrgang, Nr. 1–3, 1945, den Solothurner Mundarten gewidmet (online), mit Texten von Albin Fringeli und weiteren Autoren.